# Roccapiemonte
Roccapiemonte is een gemeente in de Italiaanse provincie Salerno (regio Campanië) en telt 9263 inwoners (31-12-2004). De oppervlakte bedraagt 5,2 km², de bevolkingsdichtheid is 1816 inwoners per km².
De volgende frazioni maken deel uit van de gemeente: Casali, San Potito.

## Demografie
Roccapiemonte telt ongeveer 3124 huishoudens. Het aantal inwoners steeg in de periode 1991-2001 met 4,1% volgens cijfers uit de tienjaarlijkse volkstellingen van ISTAT.
| Jaar | Inwoneraantal |
| ---- | ------------- |
| 1991 | 8751          |
| 2001 | 9113          |

## Geografie
Roccapiemonte grenst aan de volgende gemeenten: Castel San Giorgio, Cava de' Tirreni, Mercato San Severino, Nocera Inferiore, Nocera Superiore.